# Dibujo humorístico

Un dibujo humorístico representando a un estereotipado científico loco.

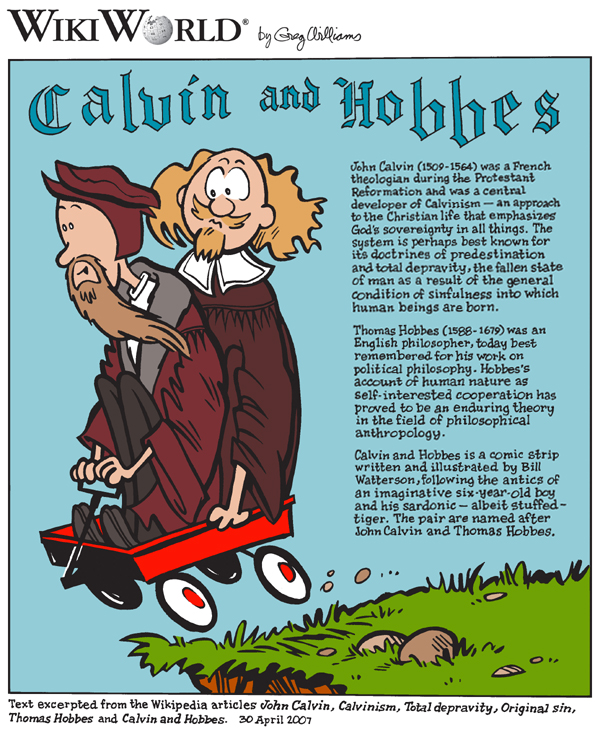
En este dibujo humorístico, los personajes Calvin y Hobbes (en realidad un niño y un tigre de peluche) fueron remplazados por caricaturas representando a los verdaderos Juan Calvino y Thomas Hobbes.

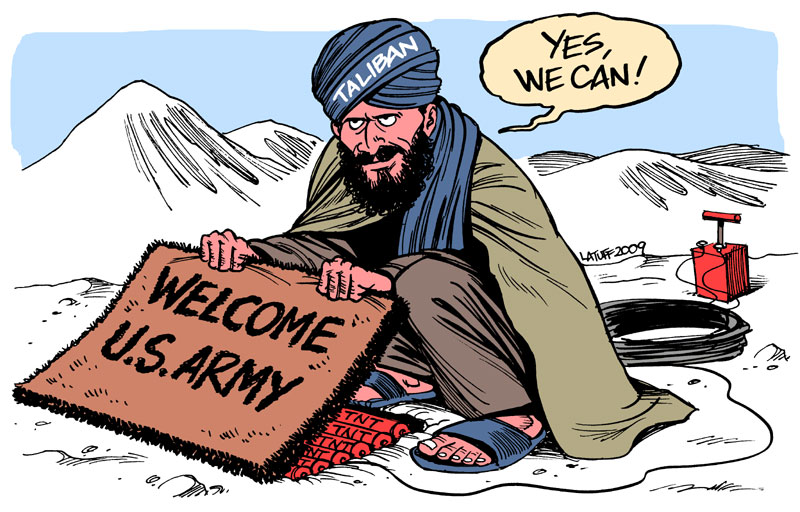
Un dibujo humorístico con orientación política, del caricaturista y activista social brasileño Carlos Latuff.

Un dibujo humorístico o caricatura humorística (referido a veces, aunque incorrectamente, con el anglicismo cartoon) es un diseño humorístico acompañado o no de leyenda, de carácter crítico, en el que se retrata o representa de una manera bastante sintética algo que se vincula con la cotidianidad o la actualidad de una sociedad, o con un tipo de persona o de personaje. Un dibujante especializado en la creación de dibujos humorísticos recibe el nombre de «humorista gráfico» o «caricaturista».
En el mundo de habla inglesa la palabra cartoon fue utilizada por primera vez en este contexto en la década de 1840, cuando la revista Punch publicó una serie de cargadas que parodiaban estudios hechos para los frescos del palacio de Westminster, con una especial orientación a satirizar acontecimientos de la política de esa época. El significado original de la palabra cartoon, es pues equivalente a «pasatiempo
», «esbozo», «borrador» o «anteproyecto», términos todos ellos bastante utilizados en las artes plásticas.
Este tipo de diseño gráfico también es considerado como una forma breve de comedia, y por cierto mantiene plena vigencia actualmente, manifestándose especialmente en la prensa escrita.

## Prensa escrita
En los periódicos (diarios, revistas), el cartoon se manifiesta como una obra de arte gráfica, generalmente con finalidad humorística y/o satírica. Como ya se dijo, esta costumbre se remonta al año 1843, cuando la revista Punch utilizó el término vinculándolo con los diseños satíricos en sus páginas, y concretamente para referirse a los bocetos de John Leech. La primera de estas representaciones gráficas que prepararon el surgimiento de los cartoons actualmente se encuentra en el propio palacio de Westminster, y el título original de este dibujo es Mr Punch's face is the letter Q; obviamente este título intentaba ser irónico, haciendo referencia a una postura siempre formal y agrandada de los políticos de Westminster.
Los actuales dibujos humorísticos de una sola viñeta o cuadrillo, a veces también llamados gag cartoons, que se presentan en diarios y revistas, por cierto con frecuencia consisten en un simple y único dibujo, y a veces, con un óvalo o bocadillo para allí agregar una leyenda o comentario. Incluso sindicatos de periodistas con frecuencia han creado y difundido simples cartoons de una sola viñeta, como los oportunamente concebidos por ejemplo por Mel Calman, Bill Holman, Gary Larson, George Lichty, Fred Neher, y otros.
Muchos consideran al dibujante Peter Arno como el padre del dibujo humorístico moderno. Entre los más destacados humoristas gráficos de revistas debe incluirse a Charles Addams, Charles Barsotti, y Chon Day. Conviene destacar también que Bill Hoest, Jerry Marcus, y Virgil Partch, primero que nada se desempeñaron como dibujantes de humor en revistas, para luego desarrollarse en otras tareas periodísticas. También corresponde citar a Richard Thompson, quien ilustró numerosos artículos para el periódico The Washington Post.
Actualmente, las editoriales especializadas en historietas de dibujo humorístico casi exclusivamente se orientan a las noticias y a las temáticas de actualidad, usando o bien el formato impreso, o bien el formato digital, o bien ambos tipos de soporte. Y por cierto, el humor y la comicidad allí están casi siempre presentes. Incluso allí se emplea el humor aún para tratar asuntos serios, aplicando la ironía y la sátira. Se trata de presentar las cosas mediante metáforas visuales, ilustrando algún asunto social del momento y/o algún tópico político. En este tipo de material a las ilustraciones en muchos casos se le agregan textos, como títulos o como comentarios de pie de imágenes, y también asociados a bocadillos. También son naturalmente de uso tanto las series encadenadas de viñetas y planchas, como las ilustraciones satíricas unitarias. Entre las editoriales de dibujo humorístico más conocidas se cuentan: Herblock, David Low, Jeff MacNelly, Mike Peters, Gerald Scarfe.
Las tiras de prensa, también conocidas en el Reino Unido como cartoon strips o comic strips, se incluyen en periódicos de todo el mundo, y por lo general consisten en una serie corta de ilustraciones-viñeta en secuencia. En Estados Unidos a esto comúnmente no se le llama cartoons sino más bien comics o Sunday comics o funnies. En Estados Unidos el término cartoon tiene un mayor campo semántico, se extiende hasta los dibujos animados, a los que también se les llama cartoons, sobre todo cuando son humorísticos.
Aunque el humor es el ingrediente que generalmente prevalece en las creaciones de los humoristas gráficos, obviamente allí también hay espacios para la crítica social, para las aventuras, para el drama. Los humoristas gráficos más representativos en cuanto a la creación de tiras de humor y tiras de prensa incluyen a Scott Adams, Steve Bell, Charles Schulz, E. C. Segar, Mort Walker,Herriman,Jim Davis y Bill Watterson.

## Galería de dibujos humorísticos

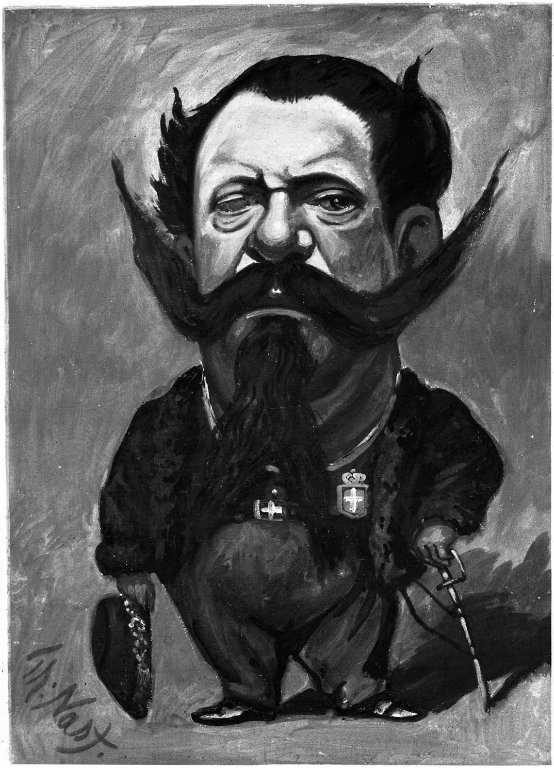
Imagen 2
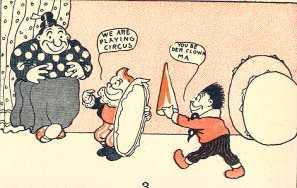
Imagen 3
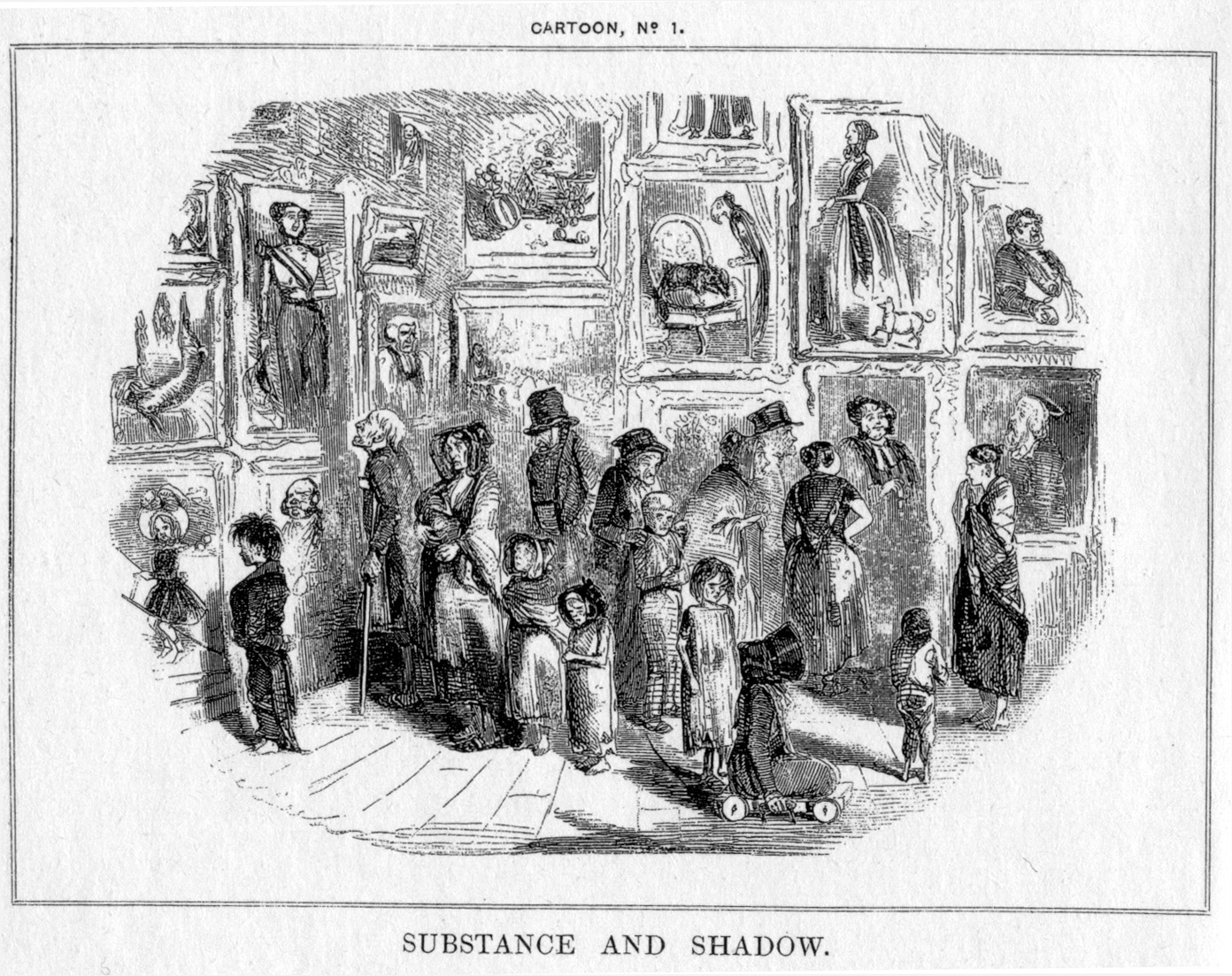
Imagen 4

- Imagen 1: Ejemplo de dibujo humorístico moderno. El texto fue extraído por el dibujante Greg Williams del contenido en inglés del artículo Dr. Seuss.
- Imagen 2: Caricatura del rey Víctor Manuel II, obra de Thomas Nast.
- Imagen 3: De los fabulosos «The Katzenjammer Kids» (1901).[9]
- Imagen 4: Primer dibujo "Substance and Shadow"(1843) por John Leech; en la imagen se satiriza la preparación de los frescos en el palacio de Westminster, de hecho así introduciendo y sentando las bases del dibujo humorístico moderno.

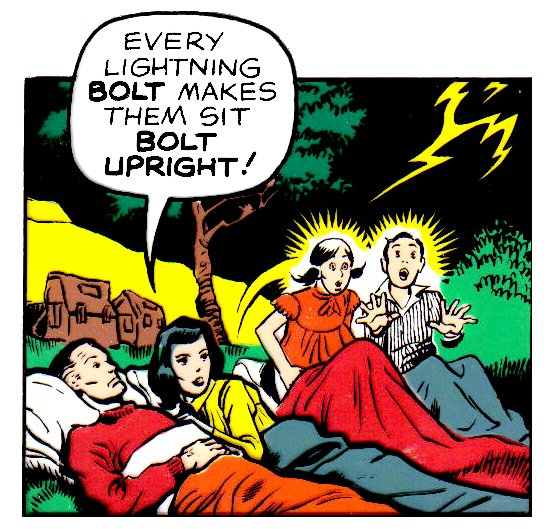
Imagen 5
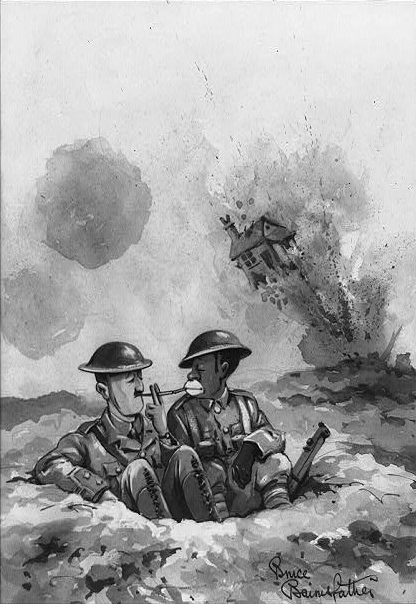
Imagen 6
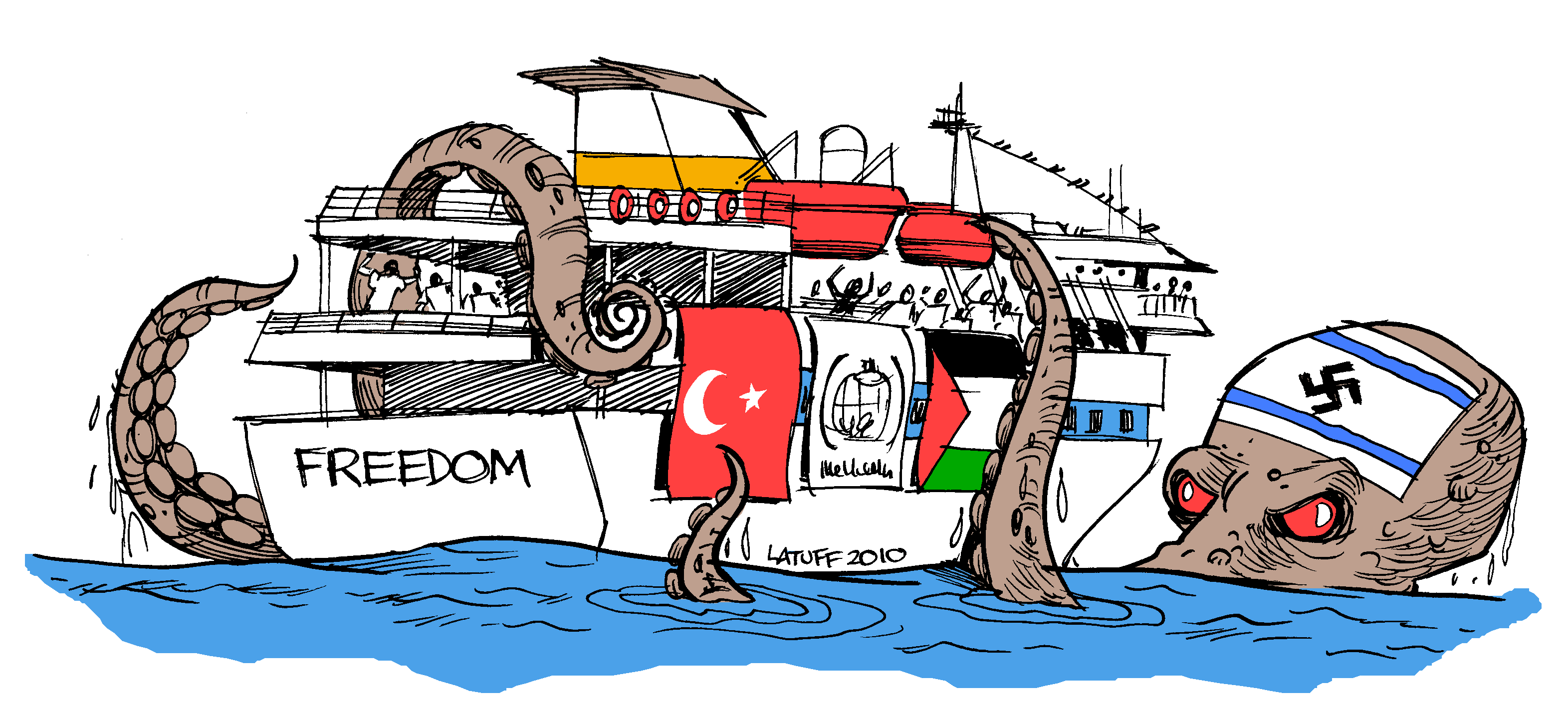
Imagen 7
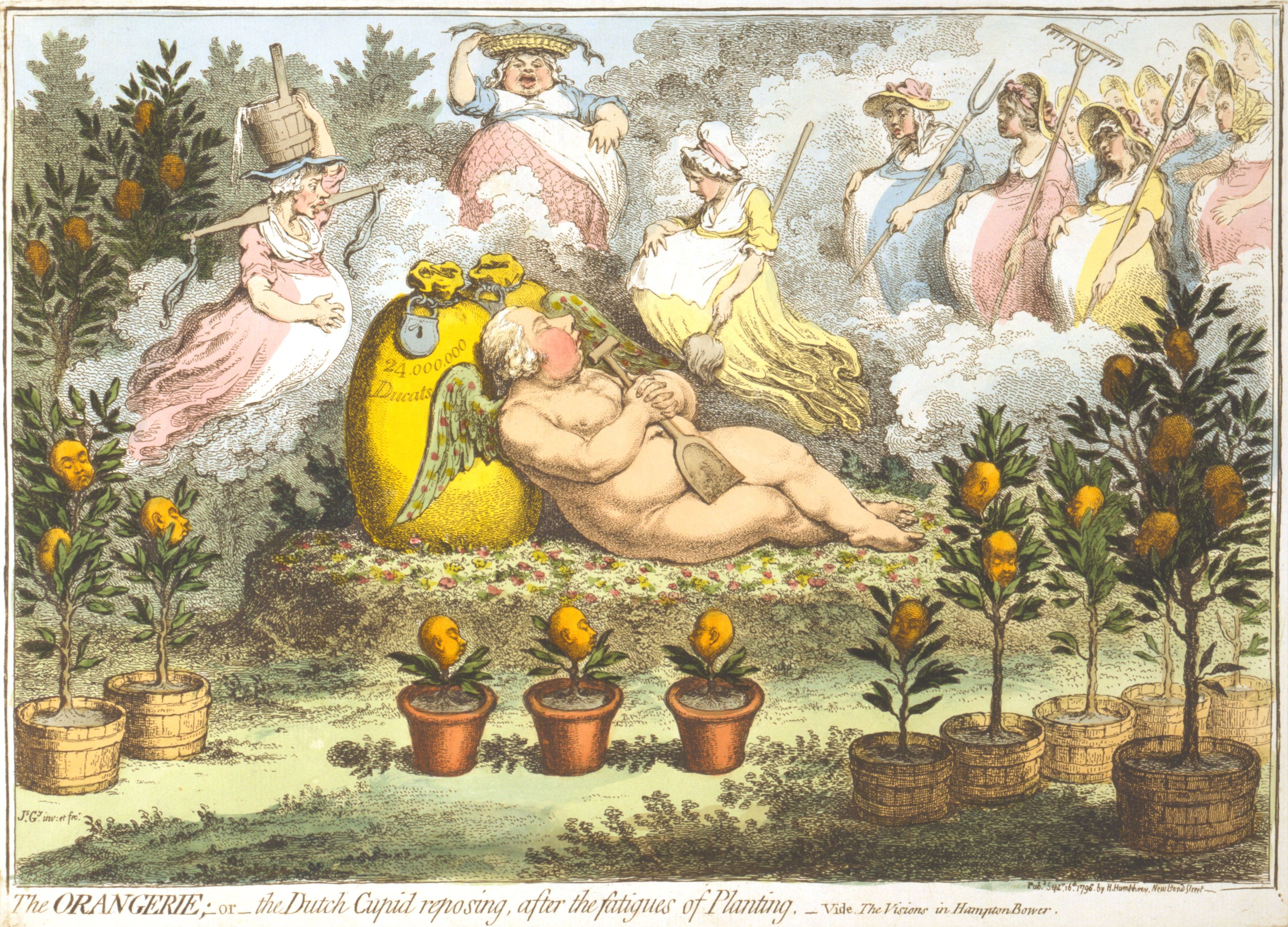
Imagen 8

- Imagen 5: En este dibujo con texto asociado en inglés, el interés se centra en la polisemia y en el juego de palabras en torno al término "bolt".
- Imagen 6: "The Growth of Democracy" ("el crecimiento de la democracia"), obra de Bruce Bairnsfather: El coronel acepta lumbre de su subalterno durante una operación militar. Publicado por "The Bystander" en Londres, el 5 de septiembre de 1917.
- Imagen 7: Un dibujo de Carlos Latuff representando un barco de apoyo a los palestinos y los peligros que le acechan.
- Imagen 8:  Guillermo V, príncipe de Orange y duque de Nassau-Diet, representado como un cupido gordo, desnudo, reclinado sobre una plataforma de hierbas y flores, y recostado en una bolsa de dinero marcada como con 24 000 000 de ducados. En primer plano, plantas de naranja cada una de las cuales presenta cierta semejanza con el príncipe. En el fondo, como si de un sueño se tratara, se observan varias mujeres pesadamente embarazadas: una ordeñadora, una pescadora, una ama de casa, y varias mujeres de granja.

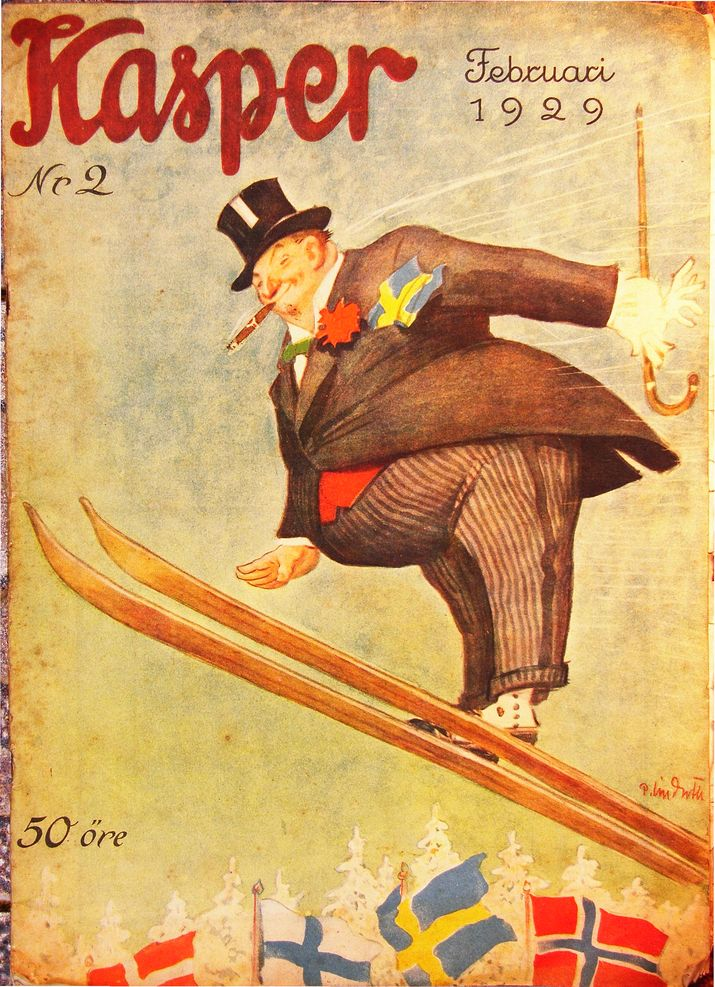
Imagen 11
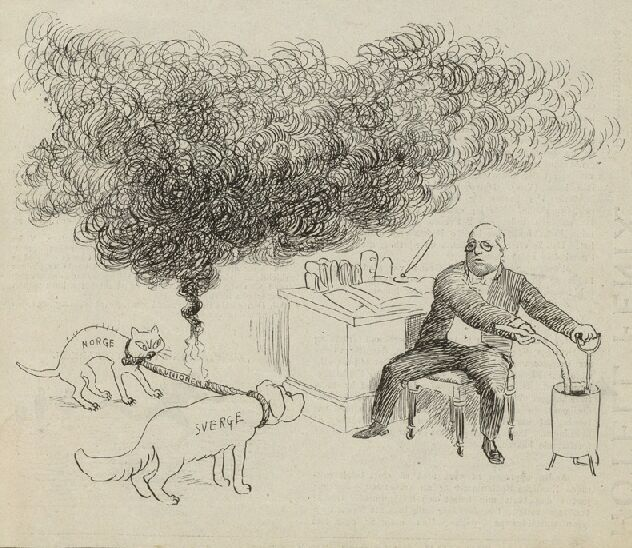
Imagen 12

- Imagen 9: Betty Boop, sugestivo personaje de dibujos animados.
- Imagen 10: Betty Boop, sugestivo personaje de dibujos animados.
- Imagen 11: Kasper, una antigua revista sueca de humor (febrero de 1929); claramente la imagen sugiere que Suecia está por encima de otras naciones de la zona (Dinamarca, Finlandia, Noruega).
- Imagen 12: Sobre la desintegración de la unión noruega-sueca en 1905. Noruega es un gato enfadado, Suecia un perro impasible, y el vínculo entre ellos está ardiendo. El primer ministro sueco Erik Gustaf Boström trata sin éxito de apagar las llamas.

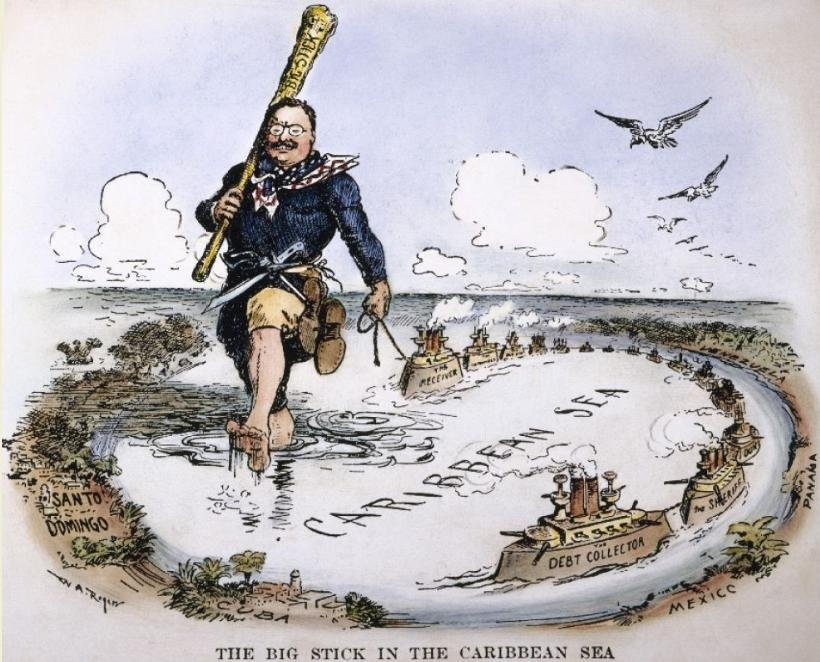
Imagen 13
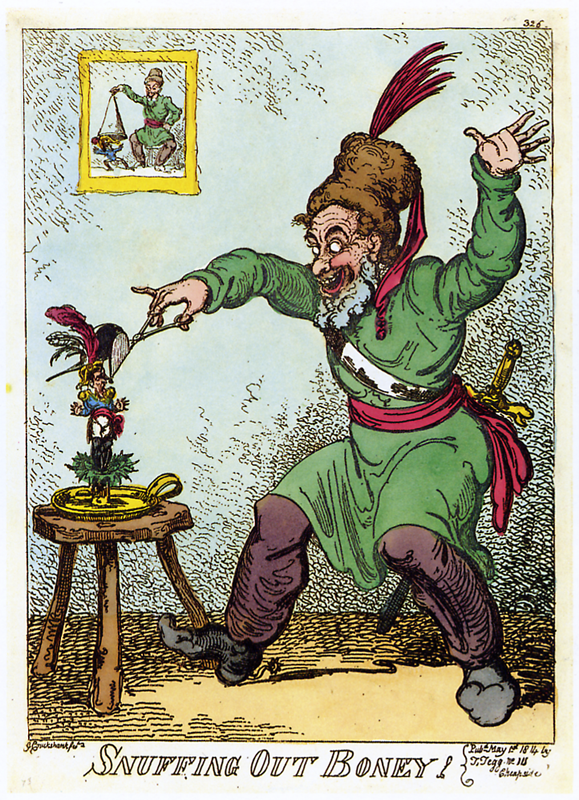
Imagen 14
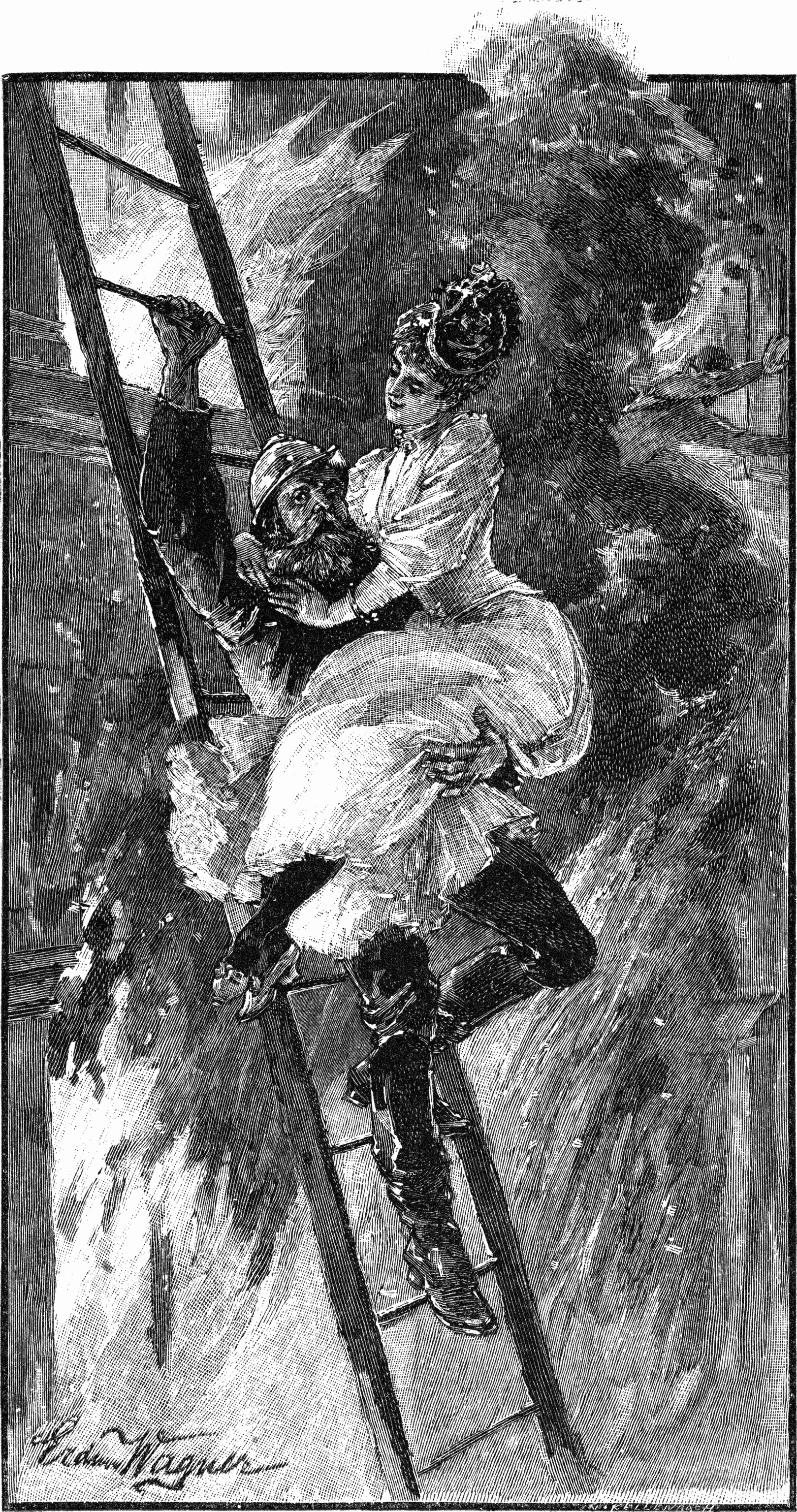
Imagen 15
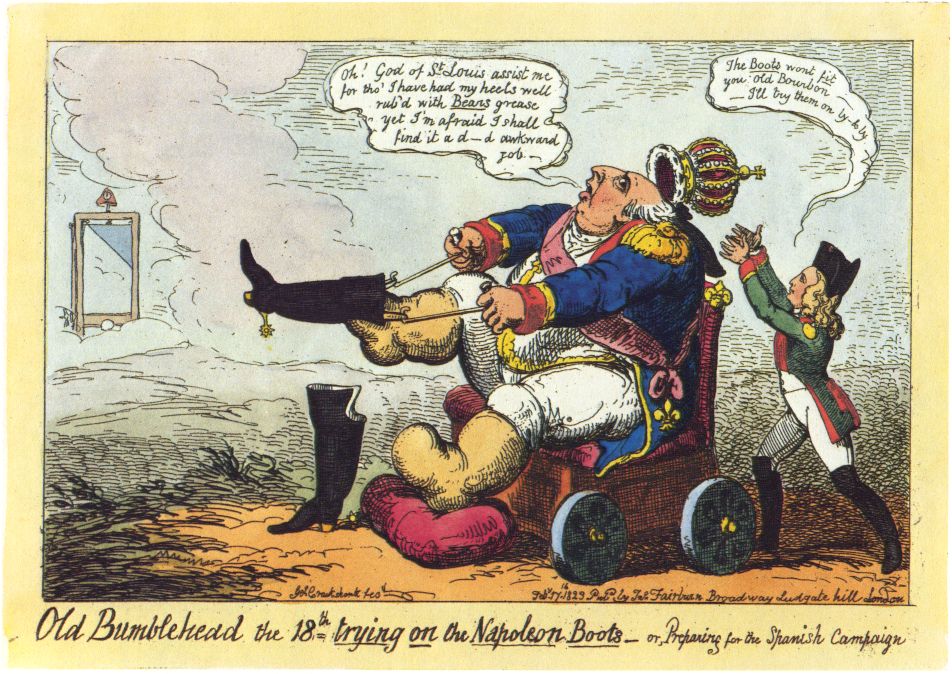
Imagen 16

- Imagen 13: Theodore Roosevelt and his Big Stick in the Caribbean (1904).
- Imagen 14: Caricatura de Napoleón Bonaparte (1 de mayo de 1814); obra de George Cruikshank.
- Imagen 15: Oh, ¿es que mi sombrero me sienta bien? (1890).
- Imagen 16: A pesar de la "grasa de oso" (por lo cual se entiende el apoyo de Rusia), el rey francés Luis XVIII no es capaz de ponerse en las botas de Napoleón I, mientras que Napoleón Bonaparte (hijo) está dispuesto a coger la corona borbónica si es que cae (17 de febrero de 1823); obra de George Cruikshank.

## Estilos o géneros (diccionario cuatrilingüe)
| Español                     | Inglés                          | Francés                     | Portugués                        |
| --------------------------- | ------------------------------- | --------------------------- | -------------------------------- |
| Amerimanga                  | Original English-language manga | Amerimanga                  | Amerimanga                       |
| Cargada burlesca            | -----                           | -----                       | Charge                           |
| Caricatura                  | Caricature                      | Caricature                  | Caricatura                       |
| Dibujo humorístico          | Cartoon                         | Dessin humoristique         | Cartoon                          |
| Chiste gráfico o Gag visual | Gag cartoon o Visual gag        | Blague o Gag                | -----                            |
| Dibujo                      | Drawing                         | Dessin                      | Desenho                          |
| Historieta                  | Comics                          | Bande dessinée              | Banda desenhada                  |
| Historieta brasileña        | Brazilian comics                | Bande dessinée au Brésil    | História em quadrinhos no Brasil |
| Tebeo                       | Spanish comics                  | Bande dessinée espagnole    | Tebeo                            |
| Historieta franco-belga     | Franco-Belgian comics           | Bande dessinée franco-belge | Banda desenhada franco-belga     |
| Línea clara                 | Ligne claire                    | Ligne claire                | Ligne claire                     |
| Manga                       | Manga                           | Manga                       | Mangá                            |
| Nouvelle manga              | Nouvelle manga                  | Nouvelle manga              | Nouvelle manga                   |
| Novela gráfica              | Graphic novel                   | Roman graphique             | Romance gráfico                  |
| Tira cómica                 | Comic strip                     | Comic strip                 | Tira de banda desenhada          |
| Webcómic                    | Webcomic                        | Bande dessinée en ligne     | Webcomic                         |
| Webserial                   | Web fiction                     | Websérie                    | -----                            |